# クリス運動
クリス運動（クリスうんどう、KRIS運動）は、1945年7月-8月にかけて、日本軍占領下のマラヤで、マライ軍政監部が推進した、マレー系住民の民族団体の組織化運動。イブラヒム・ヤーコブら戦前のマレー青年同盟（KMM）のメンバーを中心に構成され、マラヤ各地に支部を設立、大インドネシア主義の立場からマラヤの自立（自治）を目指した。呼称はマレー語で「民衆総力結集」を表すKekuatan Rakyat Istimewaとマレー人を象徴する短剣のクリス（kris）に由来。1945年8月15日の日本軍降伏後、イブラヒムはインドネシア・ジャワ島へ逃亡し、運動は発足を宣言する前に終息へ向かった。

## 背景
1944年の中頃、東南アジアの日本軍（南方軍）占領地では、ガダルカナル方面やビルマ方面での敗勢から、連合軍の反攻に対する防衛体制の強化が喫緊の課題となっていた。マライ軍政監部では、軍政監部総務部長だった浜田弘大佐の意向もあって、現地各民族（マレー系・中国系・インド系の民族別）の民心把握や協力体制の構築が志向されるようになった。
マレー系住民に対しては、浜田総務部長の事実上の直属機関となっていたマライ軍政監部調査部（調査部長・赤松要）民族班（板垣與一ら）の東京商科大学東亜経済研究所（現・一橋大学経済研究所）スタッフを通じて民族工作が行なわれた。

## 結成
1945年5月2-3日に、シンガポールで、インドネシアの独立問題を検討するため、第1回の「（マラヤ・インドネシア各域の）総務部長及び情報主任参謀会同」が開かれた。席上、マライ軍政監部調査部を代表して会議に出席した板垣は、インドネシア独立のマラヤへの反響（政治的独立志向の高揚）の統御を課題に挙げ、民心の把握のために、当時マライ義勇軍の隊長となっていたイブラヒム・ヤーコブら戦前のマレー青年同盟（KMM）の指導者らの力を借り、民衆に政治的な希望を与える運動、ジャワで1943年4月から開始されたプートラ運動と同様の「民族結集運動」の「マラヤ版」を展開する必要があると主張した。
板垣は会同の後、タンジョン・カトンにあったイブラヒムの家を訪問して、政治運動の指導者となることを打診し、組織や方向性を相談した。その際、運動の呼称はマレー語で「民衆総力結集」を意味する「Kekuatan Rakyat Istimewa」とマレー人を象徴する短剣のクリス（kris）に由来してクリス（KRIS）運動とすることが決められた。
イブラヒムは、戦前KMMで共に活動し、日本軍の占領後は郷里に隠棲していたムスタファ・ビン・フセインの参画を要望し、当時マライ軍政監部総務部長だった梅津広吉少将の説得を受けてムスタファが運動に前向きな姿勢を示したことから、1945年5-7月にかけて、マラヤ各地に散在していた元KMMの支部を訪問し、KRIS協会支部設立を要請して回った。他に、主要な幹部としてイシャク・ハジ・ムハンマドらがいた。

同年7月10日、8月10日になって、マライ軍政監部、第7方面軍参謀部から正式な運動推進の許可が下り、日本敗戦の直前期に運動が本格的に開始されることになった。

## 解散
1945年8月17-18日には、インドネシアの独立宣言にあわせて、クアラルンプールでKRIS協会の発会式の開催が予定されていた。
1945年8月13日には、板垣はタイピンでイブラヒムらを、サイゴンの南方総軍・寺内寿一司令官から独立準備委員会設置の許可を得て帰国する途上のスカルノ、ハッタ、ラジマンの3人と引き合わせた。KRIS運動はインドネシア・ラヤ（大インドネシア主義）に立ち、インドネシアとの統合的な独立を志向する運動だったため、特にハッタから歓迎され、イブラヒムは両人から激励を受けた。
1945年8月15日に日本が降伏すると、イブラヒムはジャワへ逃れた。KRIS協会は、イブラヒム不在のまま、クアラルンプールのカンポン・バルで解散式を行なった。解散式では、のちにマラヤ国民党（MNP）総裁となるブルハヌディン博士がマラヤの政治的独立を強い調子で主張する演説を行ない、その後で、のちに統一マレー国民組織（UMNO）の創立者となるダトー・オン・ビン・ジャーハルが、政治的な独立を前提としながらも、華人に対するマレー人の相対的な経済的地位をどうやって高めていくか、具体的な施策について議論を深め、実体を伴った独立論をすべきだ、という趣旨の演説をしたとされる。
イブラヒムの著書・『マラヤ・ムルデカ』では、その後KRISはマラヤ共産党（MCP）と連携したが、指導者が英国に逮捕され、活動を禁止されたとされている。